# Faysal bin Abd Allah Al Sa'ud
Fayṣal bin Abd Allāh Āl Saʿūd (in arabo فيصل بن عبد الله‎?; 23 luglio 1978) è un funzionario saudita, membro della famiglia reale Āl Saʿūd.

## Primi anni di vita e formazione
Il principe Faysal è nato il 23 luglio 1978 ed è figlio del defunto re Abd Allah. Inizialmente iscrittosi alla Royal Military Academy di Sandhurst, non ha potuto completare la sua educazione militare. In seguito si è laureato presso l'Università Americana di Londra nel 1983. Nel 1988, ha frequentato e completato un corso speciale di sicurezza e intelligence della British Army.

## Carriera
Faysal bin Abd Allah è stato consigliere del padre. Dal 1991 al 2000 è stato direttore generale del Dipartimento documenti e informazioni della Guardia Nazionale. Ha poi lavorato come consigliere del direttore generale dell'Intelligence dal 2000 al 2006. Il 20 novembre 2006 è stato nominato Capo della Mezzaluna Rossa saudita con rango di ministro. Ha anche alcune attività commerciali.

## Polemica
Nel giugno 2007 ha querelato per diffamazione Saleh al Shehy, giornalista di Al Watan.

## Vita personale
Il principe si è sposato due volte. Dalla prima moglie, Nora bint Ahmed bin Abd al-Aziz Al Sa'ud, ha avuto le prime quattro figlie. Dalla seconda, Fahda bint Hussein Al-Athel, ha avuto sei figli, due maschi e quattro femmine.